# 2004年アテネオリンピックのチェコ選手団
2004年アテネオリンピックのチェコ選手団（2004ねんアテネオリンピックのチェコせんしゅだん）は、2004年8月13日から8月29日にかけてギリシャの首都アテネで開催された2004年アテネオリンピックのチェコ選手団、およびその競技結果。

## 概要
今大会は金メダル1個、銀メダル3個、銅メダル5個の合計9個のメダルを獲得した。

## メダル
| メダル | 選手名             | 競技 | 種目         |
| ------ | ------------------ | ---- | ------------ |
| 金     | ロマン・セブルレ   | 陸上 | 男子十種競技 |
| 銅     | ヤロスラフ・ババ   | 陸上 | 男子走高跳   |
| 銅     | ベラ・ポスピシロバ | 陸上 | 女子円盤投   |